# 南相馬郡

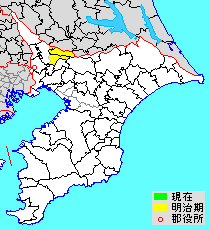
千葉県南相馬郡の位置

南相馬郡（みなみそうまぐん）は、千葉県にあった郡。

## 概要
明治8年（1875年）に下総国相馬郡のうちの利根川以北の区域が茨城県に移管され、千葉県に残った利根川以南の区域は明治11年（1878年）に施行された郡区町村編制法に基づき南相馬郡となった（同時に茨城県管下の相馬郡は北相馬郡となった）。明治30年（1897年）に東葛飾郡に編入されて消滅した。
なお福島県の相馬郡は、下総国相馬郡から起こった中世から明治維新までの大名である相馬氏に由来するものである。相馬氏の発祥は下総国の相馬郡であり、千葉県の旧東葛飾郡地域を含めて福島県の相馬郡とは現在でも交流が続いている。

## 郡域
1878年（明治11年）に行政区画として発足した当時の郡域は、現在の行政区画では概ね以下の区域にあたる。
- 我孫子市の全域
- 柏市の一部（旧沼南町、富勢村）

## 歴史

### 郡発足までの沿革
- 「旧高旧領取調帳」に記載されている明治初年時点での、後の当郡域の支配は以下の通り。●は村内に寺社領が存在。

| 知行         | 知行           | 村数 | 村名 |
| ------------ | -------------- | ---- | --- |
| 幕府領       | 幕府領         | 12村 | 小溝新田、布佐下新田、三河屋新田、相島新田、浅間前新田、大作新田、沖田新田、日秀村新田（日秀村の誤記か）、根戸村、久寺家村、蓑輪村、藤ヶ谷新田 |
| 幕府領       | 旗本領         | 9村  | ●布佐村、中峠村、中里村、岡発戸村、宿連寺村、片山村、下柳戸村、上柳戸村、金山村                                                                |
| 幕府領       | 幕府領・旗本領 | 9村  | 新木村、古戸村、都部村、柴崎村、高野山村、阿孫子村、手賀村、布瀬村、泉村                                                                       |
| 藩領         | 下総関宿藩     | 1村  | 鷲谷村 |
| 藩領         | 上総一宮藩     | 1村  | 岩井村 |
| 藩領         | 駿河田中藩     | 7村  | 青山村、大井村、五条谷村、若白毛村、大島田村、高柳村、藤ヶ谷村                                                                                 |
| 幕府領・藩領 | 幕府領・田中藩 | 3村  | 下戸村、布施村、●塚崎村 |
| その他       | 寺社除地       | 1村  | 江蔵地新田 |

- 慶応4年
  - 7月13日（1868年8月30日） - 駿河田中藩主本多正訥が安房長尾藩に転封される。
  - 8月8日（1868年9月23日）- 旧田中藩領・幕府領などが下総知県事の管轄となる。
- 明治初年ごろに中峠村下が発足。
- 明治2年1月13日（1869年2月23日） - 下総知県事の管轄区域が葛飾県の管轄となる。
- 明治4年
  - 7月14日（1871年8月29日） - 廃藩置県により、藩領が関宿県、一宮県となる。
  - 11月14日（1871年12月25日） - 第1次府県統合により、全域が印旛県の管轄となる。
- 明治6年（1873年）6月15日 - 千葉県の管轄となる。
- 明治7年（1874年）
  - 上柳戸村、下柳戸村が合併して柳戸村となる。
  - 小溝新田が布施村に編入。
- 明治8年（1875年）5月7日 - 相馬郡のうち利根川以北の町村が茨城県[1]の管轄となる。

### 郡発足以降の沿革
- 明治11年（1878年）
  - 11月2日 - 郡区町村編制法の千葉県での施行により、千葉県相馬郡の区域をもって行政区画としての南相馬郡が発足。「印旛下埴生南相馬郡役所」が印旛郡佐倉新町に設置され、印旛郡・下埴生郡とともに管轄。
  - 印旛郡染井入新田と東葛飾郡高柳新田の所属郡が本郡に変更。
- 明治15年（1882年） - 高柳新田が高柳村に編入。
- 明治17年（1884年） - このころ沖田新田が新木村に編入。
- 明治20年（1887年） - 印旛郡根戸村新田の所属郡が本郡に変更。
- 明治21年（1888年） - 布佐村が布佐町に改称。

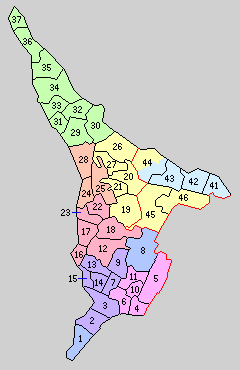
41.布佐町 42.湖北村 43.我孫子町 44.富勢村 45.風早村 46.手賀村（黄：柏市 水色：我孫子市 1 - 37は東葛飾郡）

- 明治22年（1889年）4月1日 - 町村制の施行により、以下の町村が発足。（現存しない地名は〈　〉で現在の地名を記した）。（2町4村）
  - 布佐町 ← 布佐町、江蔵地新田、布佐下新田、浅間前新田、大作新田、相島新田、三河屋新田（現・我孫子市）
  - 湖北村 ← 中里村、中峠村、新木村、古戸村、日秀村、中峠村下、印旛郡中里村新田、新木村下、日秀村新田（現・我孫子市）
  - 我孫子町 ← 我孫子宿（同年までに阿孫子村が改称）、下戸村〈下ヶ戸〉、高野山村、青山村、柴崎村、岡発戸村、都部村、都部新田（詳細不明）、印旛郡我孫子村新田、高野山新田、岡発戸村新田、都部村新田（現・我孫子市）
  - 富勢村 ← 布施村、根戸村（現・柏市、我孫子市）、久寺家村（現・我孫子市）、宿連寺村、印旛郡松ヶ崎村新田、呼塚新田、根戸村新田、東葛飾郡柏堀之内新田（字一番割水神前のみ）（現・柏市）
  - 風早村 ← 塚崎村、大井村、大島田村、箕輪村、五条谷村、高柳村、藤ヶ谷村、藤ヶ谷新田、印旛郡大井村新田、箕輪村新田（現・柏市）
  - 手賀村 ← 泉村、若白毛村、岩井村、鷲ノ谷村、金山村、柳戸村、片山村、手賀村、布瀬村、印旛郡泉村新田、岩井村新田、鷲野谷新田、片山村新田、手賀村新田、布瀬村新田、染井入新田（現・柏市）
- 明治30年（1897年）4月1日 - 郡制の施行により、東葛飾郡・南相馬郡の区域をもって、改めて東葛飾郡が発足。同日南相馬郡廃止。

## 行政
印旛・下埴生・南相馬郡長
| 代 | 氏名 | 就任年月日                | 退任年月日                | 備考                               |
| -- | ---- | ------------------------- | ------------------------- | ---------------------------------- |
| 1  |      | 明治11年（1878年）11月2日 |                           |                                    |
|    |      |                           | 明治30年（1897年）3月31日 | 東葛飾郡との合併により南相馬郡廃止 |